# Lepidocrocita
La lepidocrocita és un mineral de la classe dels hidròxids. Va ser descoberta el 1813, i rep el seu nom del grec lepis (escama) i krokus (pelusa), en al·lusió als agregats de cristalls que ocasionalment té en forma de palma o plomes.

## Característiques
La lepidocrocita químicament és un hidròxid de ferro, freqüentment amb impureses de manganès. És un dimorf de la goethita, i pot ser un component de la limolites. Quan es poden apreciar bé els cristalls, solen ser escates aixafades i lleugerament allargades, de vegades estriades. Els agregats de cristalls solen formar grups amb forma plumosa o palmada. Quan es presenta en forma massiva sense vidres sol tenir un aspecte micaci. És un mineral buscat per la indústria minera per a la producció de ferro.
Segons la classificació de Nickel-Strunz, la lepidocrocita pertany a «04.FE - Hidròxids (sense V o U) amb OH, sense H2O; làmines d'octaedres que comparetixen angles» juntament amb els següents minerals: amakinita, brucita, portlandita, pirocroïta, theofrastita, bayerita, doyleïta, gibbsita, nordstrandita, boehmita, grimaldiita, heterogenita, feitknechtita, litioforita, quenselita, ferrihidrita, feroxyhyta, vernadita i quetzalcoatlita.

## Formació i jaciments
És un mineral comú en dipòsits de minerals de ferro, sobretot quan abunda la pirita. Moltes de les inclusions de color vermell que es poden trobar en molts cristalls de quars, i que sovint són etiquetades pels venedors com lepidocrocita, són habitualment inclusions d'hematites, i no se'n coneix cap inclusió escamosa vermella analíticament confirmada com a tal en cristalls de quars. Sol trobar-se associada a la pirita i a la goethita. Als territoris de parla catalana ha estat descrita a la mina Elvira (Gavà, Baix Llobregat) i a la mina San Miguel (Ribes de Freser, Ripollès).

## Varietats
L'única varietat coneguda d'aquesta espècie mineral és la hidrolepidocrocita, una varietat amb aigua adsorbida, trobada als dipòsits de coure de Bataly, Província de Kostanay, Kazakhstan.